# マルクス・アエミリウス・レピドゥス
マルクス・アエミリウス・レピドゥス（ラテン語: Marcus Aemilius Lepidus, 紀元前89年頃 - 紀元前13年）は、古代ローマの政務官。共和政末期ローマで、第二回三頭政治の一頭として政治の実権を握った。父は同名の政治家マルクス・アエミリウス・レピドゥス、母はルキウス・アップレイウス・サトゥルニヌスの娘。子にマルクス・アエミリウス・レピドゥス・ミノル（小レピドゥス）。

## 生涯
古代ローマの名門・アエミリウス氏族に生まれる。父はルキウス・コルネリウス・スッラの存命中は親スッラ派を掲げていたが、スッラ死後にガイウス・マリウス派の残党を率いて反乱を起こした。しかしスッラ子飼いの将グナエウス・ポンペイウスに敗れた後、逃亡先のサルデーニャ島で病死した。
レピドゥスはガイウス・ユリウス・カエサルに仕え、補佐官として活躍した。紀元前49年にカエサルがルビコン川を渡り、ポンペイウスがローマを放棄した後に法務官となり、カエサルがポンペイウス勢力下のヒスパニア属州制圧に向かう間、内政を任された。ファルサルスの戦いの後、カエサルがエジプトやポントス、北アフリカへと転戦していた紀元前46年には執政官に選出された。紀元前44年にカエサルが終身独裁官に任命されると、レピドゥスはマギステル・エクィトゥム（騎兵長官）に就任した。マギステル・エクィトゥムは、独裁官の存在時（他の公職が停止される）において存在する唯一の公職であり、副官（ナンバー2）を意味した。
同年3月15日、ガイウス・カッシウス・ロンギヌス、マルクス・ユニウス・ブルトゥスらによってカエサルが暗殺されると、執政官であったマルクス・アントニウスらは、カエサルの行った政治の継続を認めるよう暗殺者たちと交渉を行った。軍隊を率いていたレピドゥスはローマのポメリウムの中に入ることはできなかったが、その軍団の存在が共和派への大きな圧力となった。その後、カエサルの死によって空席となった最高神祇官に就任した。
ブルトゥスらの逃亡あるいは処罰によってひとまず事態が収拾されると、カエサルによって後継者と指名されたオクタウィアヌス（後のアウグストゥス）と、後継者の座を狙うアントニウスの間の緊張が高まった。オクタウィアヌスは共和派と連合し、アントニウスを攻撃した。レピドゥスはアントニウスと同じく民衆派であったが、ガリアの地にあり、アントニウスを直接援助はしていない。しかし、アウルス・ヒルティウスとガイウス・ウィビウス・パンサ・カエトロニアヌスの両執政官とオクタウィアヌスの連合軍とのムティナの戦いに敗れ、ガリアに逃れたアントニウスを迎え、連合して共和派に対峙した。
ここで、実際は共和政よりも寡頭制を望んでいたオクタウィアヌスは両者と結び、紀元前43年にボローニャにてレピドゥス、アントニウス、オクタウィアヌスの三者による同盟、第二回三頭政治が成立した。3人は国家再建三人委員会を組織し、プロスクリプティオに基づき共和派の粛清を開始した。この粛清により、キケロが殺害されるなどイタリア国内の共和派は一掃され、ギリシャに逃れたブルトゥス、カッシウスらを残すのみとなった。この後行なわれたブルトゥスらと三頭政治派が戦ったフィリッピの戦いにレピドゥスは参加せず、決定的な勝利の当事者となった2人から政治的に引き離されていった。
その後アントニウスとオクタウィアヌスの諍いの後、紀元前40年にブルンディシウム（現：ブリンディジ）協定が結ばれ、ローマの勢力範囲を三分することになり、レピドゥスはアフリカの統治を任された。
紀元前36年、シチリア沖のナウロクス沖の海戦でオクタウィアヌスがセクストゥス・ポンペイウスを破ると、レピドゥスはオクタウィアヌスの打倒を図って失敗した。汚職と反乱の疑いをかけられ、終身職である最高神祇官を除く役職を全て剥奪され、ローマから離れた田舎で死ぬまで隠棲、紀元前13年に亡くなった。最高神祇官の職はアウグストゥスが受け継ぎ、後にローマ皇帝の属性の1つとなった。デキムス・ユニウス・シルアヌスとセルウィリア・カエピオニスの娘ユニア・セクンダとの間に同名の息子（小レピドゥス）が生まれ、孫のマニウス・アエミリウス・レピドゥスは11年に執政官となった。
アウグストゥスは自身の『業績録』の中で、最高神祇官職を奪うこともできたのに死まで待ったことを自身の美徳の1つに数えた。レピドゥスは、共和政末期の動乱の主要人物の中で、自然死を迎えた数少ない人物であった。